# Jan Skarszewski
Zasugerowano, aby zintegrować ten artykuł z artykułem Jan Skaszewski. Nie opisano powodu propozycji integracji.
Jan Skarszewski herbu Grabie (zm. przed 12 kwietnia 1634 roku) – marszałek Trybunału Głównego Koronnego w 1614 roku, podkomorzy chełmski w 1612 roku, wojski chełmski w 1612 roku.